# فلورانس پرنل
فلورانس پرنل (فرانسوی: Florence Pernel‎؛ زادهٔ ۳۰ ژوئن ۱۹۶۶) بازیگر، کارگردان فیلم، فیلم‌نامه‌نویس اهل فرانسه است.
از فیلم‌ها یا برنامه‌های تلویزیونی که وی در آنها نقش داشته است می‌توان به سه رنگ: آبی، سه رنگ: سفید، پیروزی، ناپلئون، در ستایش زنان مسن و دختران اشاره کرد.